# Schloss Therasburg
Schloss Therasburg är ett slott i Österrike.   Det ligger i distriktet Horn och förbundslandet Niederösterreich, i den nordöstra delen av landet, 70 km nordväst om huvudstaden Wien. Schloss Therasburg ligger 437 meter över havet.
Terrängen runt Schloss Therasburg är huvudsakligen platt, men åt sydväst är den kuperad. Närmaste större samhälle är Eggenburg, 9,0 km söder om Schloss Therasburg. 
Trakten runt Schloss Therasburg består till största delen av jordbruksmark. Runt Schloss Therasburg är det ganska glesbefolkat, med 40 invånare per kvadratkilometer.